# ورکیل
ورکیل (به سوئدی: Varekil) یک سکونتگاه مسکونی در سوئد است که در Orust Municipality واقع شده‌است.

## خصوصیات
ورکیل ۰٫۶۶ کیلومترمربع مساحت و ۶۰۲ نفر جمعیت دارد.